# Elverta (California)
Elverta es un lugar designado por el censo ubicado en el condado de Sacramento en el estado estadounidense de California. En el año 2010 tenía una población de 12,723 habitantes.

## Geografía
Elverta se encuentra ubicado en las coordenadas 38°43′14″N 121°27′24″O / 38.72056, -121.45667.